# Kreis Lissa

Der Kreis Lissa

Der Kreis Lissa am Südrand der preußischen Provinz Posen bestand in der Zeit von 1887 bis 1920. Das ehemalige Kreisgebiet gehört heute zur polnischen Woiwodschaft Großpolen.

## Ausdehnung
Der Kreis Lissa hatte eine Fläche von 525 km².

## Vorgeschichte
Das Gebiet um die Stadt Lissa gehörte nach der Zweiten Teilung Polens von 1793 bis 1807 zur preußischen Provinz Südpreußen. Nach dem Frieden von Tilsit kam das Gebiet 1807 zum Herzogtum Warschau. Das Gebiet fiel nach dem Wiener Kongress am 15. Mai 1815 erneut an das Königreich Preußen. Bis zum 1. Oktober 1887 gehörte es zum Kreis Fraustadt in der Provinz Posen.

## Verwaltungsgeschichte
Am 1. Oktober 1887 wurde aus dem Ostteil des Kreises Fraustadt ein eigener Kreis Lissa gebildet.
Zum neuen Kreis Lissa kamen
- die Städte Lissa, Reisen, Schwetzkau, Storchnest und Zaborowo,
- der Polizeidistrikt Lissa (ohne die Landgemeinde Neu Laube) und
- der Polizeidistrikt Storchnest.

Lissa wurde Kreisstadt und Sitz des Landratsamtes.
Am 27. Dezember 1918 begann in der Provinz Posen der Großpolnische Aufstand der polnischen Bevölkerungsmehrheit gegen die deutsche Herrschaft, und bereits im Januar 1919 war der Nordosten des Kreisgebietes um die Stadt Storchnest unter polnischer Kontrolle. Der Südwesten des Kreisgebietes mitsamt den Städten Lissa und Reisen blieb deutsch besetzt.
Am 16. Februar 1919 beendete ein Waffenstillstand die polnisch-deutschen Kämpfe, und am 28. Juni 1919 trat die deutsche Regierung mit der Unterzeichnung des Versailler Vertrags den Kreis Lissa offiziell an das neu gegründete Polen ab. Deutschland und Polen schlossen am 25. November 1919 ein Abkommen über die Räumung und Übergabe der abzutretenden Gebiete ab, das am 10. Januar 1920 ratifiziert wurde.
Die Räumung des unter deutscher Kontrolle verbliebenen Restgebietes mitsamt der Kreisstadt Lissa und Übergabe an Polen erfolgte zwischen dem 17. Januar und dem 4. Februar 1920. Aus dem Kreis Lissa wurde der polnische Powiat Leszczyński.
Zusätzlich abgetreten wurden aus dem Kreis Fraustadt die angrenzenden Gemeinden Neu Laube, Scharne, Weine und Wilhelmsruh, die ebenfalls zum Powiat Leszczyński kamen.

## Einwohnerentwicklung
| Jahr | Einwohner | Quelle |
| ---- | --------- | ------ |
| 1890 | 38.980    |        |
| 1895 | 39.418    | [ 1 ]  |
| 1900 | 40.313    | [ 2 ]  |
| 1910 | 44.579    | [ 2 ]  |

Von den Einwohnern der Kreises im Jahre 1890 waren etwa die Hälfte polnischer und die Hälfte deutscher Muttersprache. Die meisten Deutschen wohnten in der Kreisstadt Lissa (fast 14.000 Personen oder 86 % der Stadtbevölkerung). Nach 1920 verließ ein Teil der deutschen Bevölkerung das Gebiet.

## Politik

### Landräte
1887–189300Hans von Hellmann (1857–1917)
1893–189800Fink (vertretungsweise)
1898–190700Arnold von Rosenstiel (1864–1926)
1908–192000Siegfried von Kardorff (1873–1945)

### Wahlen
Der Kreis Lissa bildete zusammen mit dem Kreis Fraustadt den Reichstagswahlkreis Posen 6. Bei den Reichstagswahlen zwischen 1887 und 1912 wurden die folgenden Abgeordneten gewählt:
- 188700Paul von Rheinbaben, Freikonservative Partei
- 189000Hans von Hellmann, Freikonservative Partei
- 189300Stanislaus von Chlapowski, Polnische Fraktion
- 189800Anton Tasch, Zentrumspartei
- 190300Karl Schmidt, Freikonservative Partei
- 190700Max Kolbe, Freikonservative Partei
- 191200Hans Georg von Oppersdorff, Zentrumspartei

## Kommunale Gliederung
Zum Kreis Lissa gehörten am 1. Januar 1908 die Städte Lissa, Reisen, Schwetzkau und Storchnest. Die restlichen (Stand 1908) 55 Landgemeinden und 35 Gutsbezirke waren zu Polizeidistrikten zusammengefasst.

## Gemeinden
Am Anfang des 20. Jahrhunderts gehörten die folgenden Gemeinden zum Kreis:
| - Alt Laube - Augustinki - Belencin - Bojanitz - Dambitsch - Deutsch Wilke - Drobnin - Feuerstein - Frankowo - Garthe - Garzyn - Golembitz - Grätz - Groß Tworsewitz - Grünchen - Grune | - Gurszno - Hersztopowo - Kankel - Karchowo - Kläne - Klein Tworsewitz - Kleszczewo - Kletschau - Kloda - Kociugi - Laßwitz - Laune - Lissa, Stadt - Lissadorf - Lubonia - Mierzejewo | - Moraczewo - Murke - Murkingen - Neuguth bei Reisen - Oporowo - Oporuwko - Pawlowitz - Petersdorf - Pomykowo - Priebisch - Przybin - Reisen, Stadt - Retschke - Robczysko - Saake - Schmidtschen | - Schwetzkau, Stadt - Storchnest, Stadt - Striesewitz - Swierczyn - Tharlang - Trebchen - Treben - Witschenske - Wolfskirch - Woynowitz - Wulke - Zaborowo, Stadt bis 1893 - Zedlitzwalde |

Bis auf wenige Ausnahmen galten nach 1815 die polnischen Ortsnamen weiter, zu Beginn des 20. Jahrhunderts wurden mehrere Ortsnamen eingedeutscht.